# Списак канала у Србији
Ово је списак канала у Србији.
- Бегеј
- Бегеј (Бега)
- Беланош-Расова-Велики канал
- Бели канал
- Бенски канал
- Бук
- Велика бара
- Велики канал (×6)
- Велики канал (Каљов-бара)
- Врањ
- Галовица
- Голубиначки канал
- Грбави рукав
- Дудовски канал (Римски канал)
- Дунав—Тиса—Дунав
- Ђукошин канал
- Затока
- Зидински канал
- Златица
- Јарчина
- Јегричка
- Канал
- Канал Лукавица-Пештан
- Караш
- Кикиндски канал
- Кишвара (Бук)
- Криваја
- Кувалов канал (Багерски канал)
- Мали канал
- Мали Тамиш-Рогозница
- Михаљевачки канал
- Нови канал
- Петрац
- Рибник
- Рокошки
- Руменачки канал
- Стари Бегеј
- Угриновачки канал
- Шозов канал